# قانون یورو
قانون یورو (به ژاپنی: 養老律令, Yōrō-ritsuryō)، یک تکرار از چندین کد یا قوانین حاکم بود که در اوایل دوره نارا در تاریخ ژاپن گردآوری شد. این کتاب در سال ۷۱۸، دومین سال از دوره سلطنت یورو (دوره) توسط فوجیوارا نو فوهیتو و دیگران گردآوری شد، اما تا سال ۷۵۷ در رژیم سلطنتی فوجیوارا نو ناکامارو تحت امپراتریس کوکن منتشر نشد.